# Jansport
JanSport är ett varumärke för ryggsäckar och väskor, ägt av VF Corporation. Märket grundades 1967 i Seattle, Washington i USA.